# Szeriegiesz
Szeriegiesz – osiedle typu miejskiego w Rosji, w obwodzie kemerowskim. W 2010 roku liczyło 10 173 mieszkańców.